# عدنان فاروق احمد
عدنان فاروق احمد (زادهٔ ۷ ژوئن ۱۹۸۴) بازیکن سابق فوتبال اهل پاکستان است. وی همچنین در تیم ملی پاکستان بازی کرده است.